# Agata Jabłońska
Agata Jabłońska (ur. 1985) – polska poetka.

## Życiorys
Ukończyła studia z historii sztuki. Związana z Muzeum Narodowym w Krakowie, zaangażowana w powstanie wersji gry Dixit – Dixit MNK. Do 2021 roku członkini redakcji nieregularnika Stoner Polski.

## Nagrody
Laureatka Wrocławskiej Nagrody Poetyckiej „Silesius” 2018 w kategorii: debiut roku oraz Nagrody im. Kazimiery Iłłakowiczówny za najlepszy debiut poetycki roku 2017 za tom Raport wojenny (Biuro Literackie, Stronie Śląskie 2017). Za ten tom była również nominowana do Nagrody Literackiej Gdynia 2018 w kategorii: poezja. Ponadto była nominowana do Nagrody Głównej XIII Ogólnopolskiego Konkursu Poetyckiego im. Jacka Bierezina 2007. Za tom poetycki Księżyc Grzybiarek została w kwietniu 2024 laureatką nagrody Krakowska Książka Miesiąca, a we wrześniu 2024 wyróżniono ją Nagrodą Literacką Znaczenia.

## Publikacje
- Zapory wodne w Porąbce i Rożnowie, w: Modernizmy. Architektura nowoczesności w II Rzeczypospolitej. Tom 1. Kraków i województwo krakowskie, red. A. Szczerski (2013)[10]
- Raport wojenny (2017), Stronie Śląskie, Biuro Literackie[11] – poezje
- Sztuka planowania. Fragmenty obrazów i historii ze zbiorów Muzeum Narodowego w Krakowie (2018), Kraków, Muzeum Narodowe w Krakowie – redaktorka tekstów[12]
- Dla moich dziewczyn (2021), Stronie Śląskie, Biuro Literackie[13] – poezje
- Notatki o Turnickim, Autoportret 1 [80] 2023 LAS[14]
- Księżyc Grzybiarek, Wydawnictwo Papierwdole, Kazimierz-Podgórze-Rybnik-Muirhouse, 2023[15] – poezje